# Galinstan
Galinstan – niskotopliwy stop eutektyczny galu, indu i cyny płynny w temperaturze pokojowej, zestala się w temperaturze około −20 °C. Dzięki temu, że jest mniej toksyczny, znajduje zastosowanie w termometrach zamiast rtęci lub stopu sodowo-potasowego (NaK). Nazwa pochodzi z sylab łacińskich nazw metali składowych: galium, indium, stannum.

## Skład chemiczny
- 68,5% – gal
- 21,5% – ind
- 10% – cyna

Do galinstanu bywa stosowany dodatek bizmutu (maks. 2%) w celu poprawy płynności oraz antymonu (maks. 2%) w celu zwiększenie odporności na utlenianie. Ich obecność obniża też koszt produktu. Większy udział tych pierwiastków powoduje szybki wzrost temperatury topnienia. 

## Właściwości fizyczne
- Temperatura wrzenia: > 1300 °C

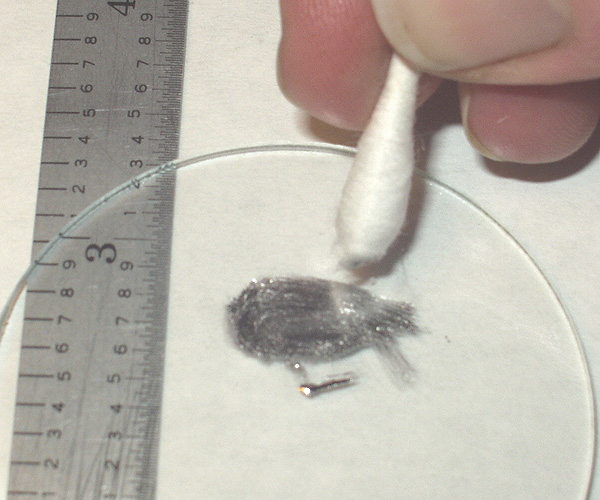
Galinstan ze zniszczonego termometru, łatwo rozcierający się na szkiełku

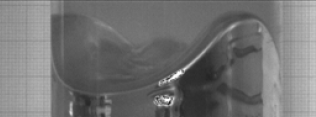

- Temperatura topnienia: −19 °C
- Prężność pary nasyconej: <10−8 Tr (w temp. 500 °C)
- Rozpuszczalność: nie rozpuszcza się w wodzie i rozpuszczalnikach organicznych
- Lepkość: 0,0024 Pa·s (w temp. 20 °C)
- Gęstość: 6,44 g/cm³
- Przewodność cieplna: 16,5 W/m·K
- Konduktywność: 3,46×106 S/m (w temp. 20 °C)

Galinstan w przeciwieństwie do rtęci zwilża skórę i szkło i ma od niej mniejszą gęstość, dlatego też nie zawsze może być użyty jako jej zamiennik. Komercyjnie wykorzystuje się go w termometrach, ale by mógł właściwie spełniać swoją rolę, wewnętrzną warstwę szklanej rurki pokrywa się tlenkiem galu. Ponadto nie nadaje się do użycia jako chłodziwo reaktora atomowego z powodu pochłaniania przez ind neutronów termicznych.
Stosuje się go do wytwarzania luster teleskopów i jako substytut pasty termoprzewodzącej w układach chłodzenia komputerów.